# کادریه
کادریه یک محله و تفرجگاه در شهرداری و ناحیه سریک در استان آنتالیا ترکیه است.  جمعیت آن ۹,۶۵۸ نفر (۲۰۲۲) است.  قبل از سازماندهی مجدد در سال ۲۰۱۳ ، این شهر یک شهر (بِلْدِ) بود.  
کادریه اولین اقامتگاه گلف ترکیه و همچنین اولین اقامتگاه با یک پارک ساحلی (کادریه بچ پارک )، یک پارک موضوعی (لَند آف لِجِند کینگدام) و هتل های لوکس گلف است.

## تاریخچه
این شهر بین سال‌های ۱۹۹۴ تا ۲۰۱۳ یک شهرداری بود.

## جغرافیا
فاصله کادریه تا بلک ۸ کیلومتر، فاصله تا سریک ۱۵ کیلومتر، فاصله تا فرودگاه آنتالیا ۲۰ کیلومتر و فاصله تا آنتالیا ۳۰ کیلومتر است؛ همچنین چندین زمین گلف و هتل در این شهر وجود دارد.